# Norwegischer Fußballpokal der Männer 2000
Der norwegische Fußballpokal 2000 (kurz auch NM-Cup 2000 genannt) war die 95. Austragung des Fußballpokalwettbewerbs der Männer. Pokalsieger wurde Odd Grenland. Das Team setzte sich im Finale mit 2:1 nach Verlängerung gegen Viking Stavanger durch. Der Pokalsieger erhielt das Startrecht im UEFA-Pokal 2001/02.
Alle Begegnungen wurden in einem Spiel entschieden. Bei einem Unentschieden nach Verlängerung wurde der Sieger im Elfmeterschießen ermittelt. Aufgrund der Teilnahme Norwegens an der Endrunde der EM 2000 stiegen die 14 Erstligisten erst in der dritten Runde ein.

## Kalender
| Runde         | Datum                      | Spiele | Vereine | Neueinstiege |
| ------------- | -------------------------- | ------ | ------- | ------------ |
| 1. Runde      | 23. bis 25. Mai 2000       | 36     | 86 → 50 | 72           |
| 2. Runde      | 7. bis 8. Juni 2000        | 18     | 50 → 32 | –            |
| 3. Runde      | 27. bis 28. Juni 2000      | 16     | 32 → 16 | 14           |
| 4. Runde      | 19. bis 20. Juli 2000      | 8      | 16 → 8  | –            |
| Viertelfinale | 5. bis 6. September 2000   | 4      | 8 → 4   | –            |
| Halbfinale    | 23. bis 24. September 2000 | 2      | 4 → 2   | –            |
| Finale        | 29. Oktober 2000           | 1      | 2 → 1   | –            |

## 1. Runde
| Datum      |                     | Ergebnis              |                            |
| ---------- | ------------------- | --------------------- | -------------------------- |
| 23.05.2000 | Strømsgodset IF     | 3:1                   | IF Birkebeineren           |
|            | FK Ørn-Horten       | 5:0                   | Sarpsborg Fotball          |
|            | Sunndal Fotball     | 0:3                   | SK Træff                   |
| 24.05.2000 | Østsiden IL         | 2:2 n. V. (1:3 i. E.) | Skeid Oslo                 |
|            | Fredrikstad FK      | 1:0                   | Skjetten SK                |
|            | FK Sparta Sarpsborg | 2:5                   | Lyn Oslo                   |
|            | Strømmen IF         | 2:3                   | Bærum SK                   |
|            | SF Grei             | 1:0                   | Asker Fotball              |
|            | Ullern IF           | 1:2                   | Drøbak/Frogn IL            |
|            | Kjelsås IL          | 2:0                   | Mercantile/Lambertseter FK |
|            | Sør-Aurdal FK       | 1:6                   | L/F Hønefoss               |
|            | Kongsvinger IL      | 4:0                   | Lørenskog IF               |
|            | Vardal IF           | 3:1                   | Elverum Fotball            |
|            | Raufoss IL          | 3:2 n. V.             | FK Gjøvik Lyn              |
|            | Larvik Turn         | 0:2                   | Eik IF Tønsberg            |
|            | IL Skarphedin       | 0:1                   | Sandefjord Fotball         |
|            | Tollnes BK          | 5:1                   | Vindbjart FK               |
|            | IL Giv Akt          | 0:8                   | FK Mandalskameratene       |
|            | Staal Jørpeland IL  | 0:2                   | FK Vidar                   |
|            | SK Vard Haugesund   | 5:2 n. V.             | Sandness FK                |
|            | Hundvåg FK          | 1:4                   | Randaberg IL               |
|            | Follese FK          | 3:0                   | Fyllingen Fotball          |
|            | Os TF               | 1:0                   | IL Gneist                  |
|            | Åsane Fotball       | 0:1                   | Stord IL                   |
|            | Sogndal IL          | 1:0                   | Fjøra FK                   |
|            | IL Hødd             | 1:0                   | Skarbøvik IF               |
|            | Tornado FK          | 1:0                   | Aalesunds FK               |
|            | Orkla FK            | 2:3                   | Levanger FK                |
|            | Tiller IL           | 0:2                   | Steinkjer FK               |
|            | Ranheim IL          | 2:4                   | Strindheim IL              |
|            | Byåsen IL           | 2:0                   | NTNUI                      |
|            | FK Fauske/Sprint    | 3:3 n. V. (2:4 i. E.) | IL Stålkameratene          |
|            | FK Lofoten          | 8:1                   | Finnsnes IL                |
|            | IF Skarp            | 1:2                   | Alta IF                    |
|            | Tromsdalen UIL      | 7:2                   | FK Senja                   |
| 25.05.2000 | Lillehammer FK      | 0:1                   | Ham-Kam                    |

## 2. Runde
Teilnehmer: Die 36 Sieger der 1. Runde.
| Datum      |                    | Ergebnis              |                      |
| ---------- | ------------------ | --------------------- | -------------------- |
| 07.06.2000 | L/F Hønefoss       | 0:3                   | Ham-Kam              |
|            | Vardal IF          | 1:2                   | Kongsvinger IL       |
|            | Eik IF Tønsberg    | 3:0                   | FK Ørn-Horten        |
|            | Tollnes BK         | 1:1 n. V. (7:6 i. E.) | Kjelsås IL           |
|            | Sandefjord Fotball | 4:1                   | FK Mandalskameratene |
|            | Randaberg IL       | 0:3                   | FK Vidar             |
|            | Stord IL           | 2:1                   | SK Vard Haugesund    |
|            | Follese FK         | 0:5                   | Sogndal IL           |
|            | Os TF              | 1:2                   | Tornado FK           |
|            | SK Træff           | 3:1                   | IL Hødd              |
|            | Steinkjer FK       | 0:1                   | Strindheim IL        |
|            | Levanger FK        | 0:1 n. V.             | Byåsen IL            |
|            | IL Stålkameratene  | 2:4 n. V.             | FK Lofoten           |
|            | Alta IF            | 4:2                   | Tromsdalen UIL       |
| 08.06.2000 | Drøbak/Frogn IL    | 0:2                   | Lyn Oslo             |
|            | Skeid Oslo         | 4:0                   | Fredrikstad FK       |
|            | Bærum SK           | 1:3 n. V.             | Strømsgodset IF      |
|            | Raufoss IL         | 2:0                   | SF Grei              |

## 3. Runde
Teilnehmer: Die 18 Sieger der 2. Runde und die 14 Erstligisten.
| Datum      |                  | Ergebnis              |                     |
| ---------- | ---------------- | --------------------- | ------------------- |
| 27.06.2000 | FK Vidar         | 2:0                   | FK Haugesund        |
| 28.06.2000 | Moss FK          | 2:1                   | Raufoss IL          |
|            | Lyn Oslo         | 3:0                   | Sandefjord Fotball  |
|            | Stabæk Fotball   | 0:2                   | SK Træff            |
|            | Ham-Kam          | 2:4                   | Lillestrøm SK       |
|            | Kongsvinger IL   | 0:3                   | Start Kristiansand  |
|            | Strømsgodset IF  | 2:0                   | Skeid Oslo          |
|            | Odd Grenland     | 6:1                   | Tollnes BK          |
|            | Bryne FK         | 2:2 n. V. (3:4 i. E.) | Eik IF Tønsberg     |
|            | Viking Stavanger | 2:1                   | Byåsen IL           |
|            | Brann Bergen     | 2:0                   | Stord IL            |
|            | Sogndal IL       | 0:7                   | Vålerenga Oslo      |
|            | Tornado FK       | 0:5                   | Molde FK            |
|            | Strindheim IL    | 1:0                   | Rosenborg Trondheim |
|            | FK Lofoten       | 1:4                   | FK Bodø/Glimt       |
|            | Tromsø IL        | 4:1                   | Alta IF             |

## 4. Runde
| Datum      |                    | Ergebnis  |                  |
| ---------- | ------------------ | --------- | ---------------- |
| 19.07.2000 | Eik IF Tønsberg    | 1:5       | FK Bodø/Glimt    |
|            | Strindheim IL      | 0:5       | Odd Grenland     |
|            | SK Træff           | 0:5       | Viking Stavanger |
|            | Vålerenga Oslo     | 6:0       | FK Vidar         |
| 20.07.2000 | Lillestrøm SK      | 3:0       | Strømsgodset IF  |
|            | Lyn Oslo           | 0:3       | Moss FK          |
|            | Molde FK           | 3:0       | Brann Bergen     |
|            | Start Kristiansand | 3:2 n. V. | Tromsø IL        |

## Viertelfinale
| Datum      |                    | Ergebnis              |                |
| ---------- | ------------------ | --------------------- | -------------- |
| 05.09.2000 | FK Bodø/Glimt      | 2:0                   | Lillestrøm SK  |
| 06.09.2000 | Odd Grenland       | 2:2 n. V. (9:8 i. E.) | Moss FK        |
|            | Start Kristiansand | 00:0 1                | Molde FK       |
|            | Viking Stavanger   | 3:0                   | Vålerenga Oslo |

## Halbfinale
| Datum      |                  | Ergebnis |                    |
| ---------- | ---------------- | -------- | ------------------ |
| 23.09.2000 | Odd Grenland     | 4:0      | FK Bodø/Glimt      |
| 24.09.2000 | Viking Stavanger | 4:0      | Start Kristiansand |

## Finale
| Odd Grenland                                | Odd Grenland | Viking Stavanger | Viking Stavanger |
| ------------------------------------------- | --- | --- | ---------------- |
| Odd Grenland                                | \| Finale \| \| 29. Oktober 2000 in Oslo (Ullevaal-Stadion) \| \| Ergebnis: 2:1 n. V. (1:1, 0:1) \| \| Zuschauer: 24.864 \| \| Schiedsrichter: Frode Kvam \| \| Spielbericht \|                                                                                    | \| Finale \| \| 29. Oktober 2000 in Oslo (Ullevaal-Stadion) \| \| Ergebnis: 2:1 n. V. (1:1, 0:1) \| \| Zuschauer: 24.864 \| \| Schiedsrichter: Frode Kvam \| \| Spielbericht \| | Viking Stavanger |
| Odd Grenland                                | Erik Holtan – Alexander Aas, Ronny Deila, Bård Borgersen, Jan Frode Nornes (46. Anders Rambekk) – Morten Fevang (105. Christian Flindt-Bjerg), Erik Pedersen, Sami Mahlio – Espen Hoff (78. Tor Gunnar Johnsen), Kim Larsen, Thomas Røed Cheftrainer: Arne Sandstø | Lars Gaute Bø – Audun Helgason, Bjørn Dahl, Hannu Tihinen, Thomas Pereira – Bjørn Berland (27. Gunnar Aase, 112. Jørgen Tengesdal), Bjarte Lunde Aarsheim , Erik Fuglestad, Morten Berre – Erik Nevland (74. Tom Sanne), Ríkharður Daðason Cheftrainer: Benny Lennartsson ( Schweden) | Viking Stavanger |
| Odd Grenland                                | 1:1 Hannu Tihinen (64. Eigentor) 2:1 Christian Flindt-Bjerg (106.) | 0:1 Bjørn Dahl (45.) | Viking Stavanger |
| Odd Grenland                                | Erik Pedersen (69.) | Ríkharður Daðason (40.), Hannu Tihinen (69.), Morten Berre (93.) | Viking Stavanger |
| Finale                                      | | |                  |
| 29. Oktober 2000 in Oslo (Ullevaal-Stadion) | | |                  |
| Ergebnis: 2:1 n. V. (1:1, 0:1)              | | |                  |
| Zuschauer: 24.864                           | | |                  |
| Schiedsrichter: Frode Kvam                  | | |                  |
| Spielbericht                                | | |                  |